# Lamium hybridum
Lamium hybridum , ortiga híbrida, es una especie  de  fanerógama perteneciente a la familia de las lamiáceas. Es originaria de Eurasia.

## Descripción
Es una planta herbácea anual de hojas pecioladas, ovadas y profundamente inciso-dentadas. Las flores se disponen en 2 o 3 verticilastros bracteados ± distantes entre ellos. Las brácteas son ovato-triangulares, parecidas a las hojas, pero más pequeñas y a menudo con tonalidades marronosas. La corola es bilabiada, con el labio superior entero y el inferior obcordado. El fruto es un tetraquenio de mericarpos tígonos y truncados hacia el ápice. Es muy parecido a Lamium amplexicaule, del que se diferencia por sus brácteas pecioladas y no amplexicaules, y por tener un cáliz poco peloso con los dientes divergentes.

## Hábitat
Se encuentra en sitios ruderales umbrosos, como huertos, márgenes de camino, pastos, orlas, etc.

## Distribución
Se distribuye por Francia, España, Portugal, Argelia, Marruecos y Túnez. 

## Sinonimia
- Lamium purpureum var. hybridum  (Vill.) Vill., Hist. Pl. Dauphiné 2: 385 (1787).[2]

## Usos
Es una planta comestible o con usos alimenticios.